# Conualevia alba
Conualevia alba è un mollusco nudibranchio appartenente alla famiglia Dorididae.

## Distribuzione e habitat
Oceano Pacifico dalla California del sud alle Isole Galapagos.